# 差動トランス

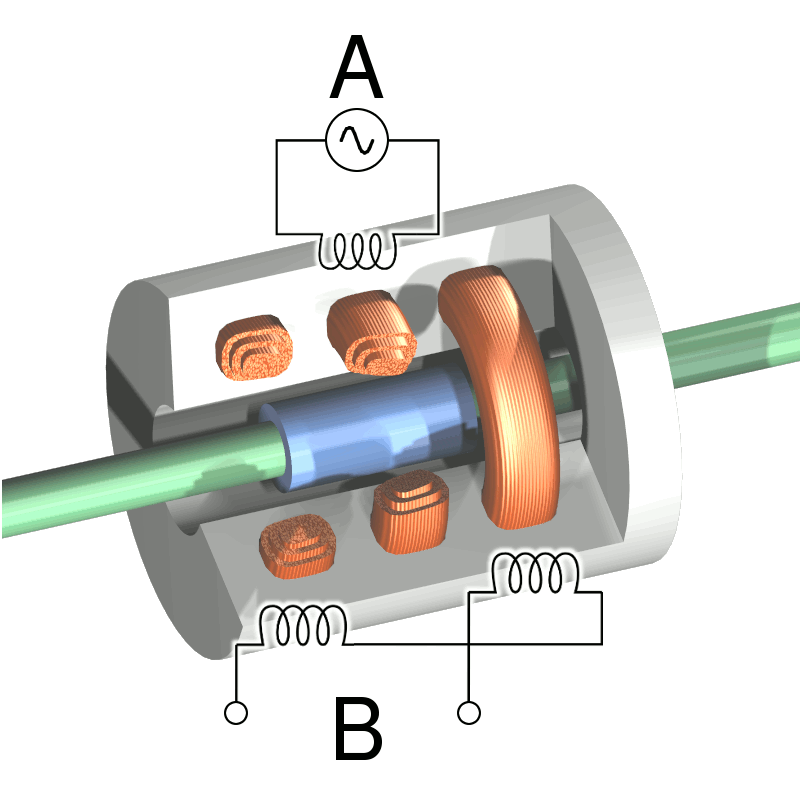
模式図
一次コイルAに電流を流すことで二次コイルBに誘導電流が発生する

差動トランス(さどうトランス)は、変位センサの測定原理のひとつである。
1つの一次コイルと2つの二次コイルとそれを通る共通のコアとで構成され、コアの変位が2つの二次コイルの電圧の差となって出力される。差動トランス式変位計は、変位を比較的高精度な電気信号で出力できるため広く使用されている。